# Parafia św. Moniki w Kajkowie
Parafia świętej Moniki w Kajkowie – parafia rzymskokatolicka znajdująca się w archidiecezji warmińskiej, w dekanacie Ostróda .